# Chilochroma interlinealis
Chilochroma interlinealis là một loài bướm đêm trong họ Crambidae.